# Afrágola
Afrágola (em italiano: Afragola) é uma comuna italiana da região da Campânia, província de Nápoles, com cerca de 62.319 (cens. 2001) habitantes. Estende-se por uma área de 17,99 km², tendo uma densidade populacional de 3.464,09 hab/km². Faz fronteira com Acerra, Caivano, Cardito, Casalnuovo di Napoli, Casoria.

## Demografia
| Variação demográfica do município entre 1861 e 2011                               |
|                                                                                   |
| Fonte: Istituto Nazionale di Statistica (ISTAT) - Elaboração gráfica da Wikipedia |